# Антонівський залізничний міст
Анто́нівський  залізничний міст — міст через річку Дніпро на залізничній лінії Херсон — Джанкой в межах Одеської залізниці. Тимчасово зруйнований у наслідок військових дій.

## Історія
Вперше проєкт сполучення правобережжя з лівим берегом річки Дніпро було розглянуто та затверджено за радянських часів, у середині 1930-х років. 
Проєктом було передбачено сполучити короткою та зручною залізницею через річку Дніпро південні області України з Кримом. Після короткого підготовчого періоду, у 1939 році розпочали будівництво залізничного мосту за 6 км від смт Антонівкою. На березі встановили перші опори, проте німецько-радянська війна порушила плани будівництва, а потім — окупація, визволення Херсонщини, тяжкий період відновлення народного господарства. 
Маловідовим фактом є те, що у 1941 році, під час Другої світової війни, німецько-фашистські окупанти все ж таки реалізували будівництво залізничного мосту. Про цей німецький міст в радянський період не згадували з ідеологічних причин. У 1942 році німецька армія Вермахту почала підготовчі роботи з будівництва залізничного мосту, який також планували розмістити неподалік від смт Антонівки. В тому ж місці, насипи, тунелі та інші конструкції на правому березі Дніпра залишилися, чим й скористалися німецькі війська.
Ця переправа мала забезпечити перевезення вантажів до Криму, і далі через Керченську протоку на Кавказ. Будівництво розпочалося ранньою весною 1943 року. Спочатку між берегами спорудили понтонний міст, над яким протягнули дві канатні дороги. До цієї переправи спеціально проклали залізницю, якою привозили вантажі та будівельні матеріали. Будівництво тривало 8 місяців. Важкі та небезпечні роботи виконували військовополонені. Так був побудований залізничний міст завдовжки 2 км. Його висота над водою сягала 10 метрів. Офіційно його відкрили 2 листопада 1943 року. Ця конструкція вважається найбільшою серед залізничних мостів, які будували нацисти у роки Другої світової війни на окупованих територіях. Сім залізобетонних опор підтримували всю споруду. За спогадами, залишки паль мосту, довжина яких сягала 32 метрів, досі можна побачити в херсонських плавнях. Існують фотографії та кінозйомки (1943 року) німецького залізничного мосту, розташованого на кілька метрів нижче за течією Дніпра від сучасного.
Проте міст простояв не тривалий час — лише 50 днів. 18 грудня 1943 року, під час наступу радянських військ на лівобережжі Херсонщини, його підірвали. У повітря злетіла конструкція, яка коштувала німецьким окупантам 45 мільйонів рейхсмарок.
У 1949 році знову повернулися до перерваних війною робіт. Будівництво цього важливого стратегічного об'єкта було доручено залізничному полку, що вже мав досить серйозний досвід подолання водних перешкод та відновлення транспортних споруд. 5 років знадобилося воїнам-будівельникам на зведення майже кілометрового мосту та надійного багатокілометрового насипу через дніпровські топки. Тут виникло селище, створили промисловий майданчик. 12 грудня 1954 року залізничний міст, який сполучив правобережжя Південної України з Кримом, ввели в експлуатацію.

### Російсько-українська війна
Під час повномасштабного російського вторгнення слугував важливою транспортною артерією для постачання російського угрупування на правому березі Дніпра.
26 липня 2022 року українські військові ракетними ударами пошкодили міст. Тоді ж уже втретє пошкодили і автомобільний Антонівський міст трохи нижче за течією Дніпра.

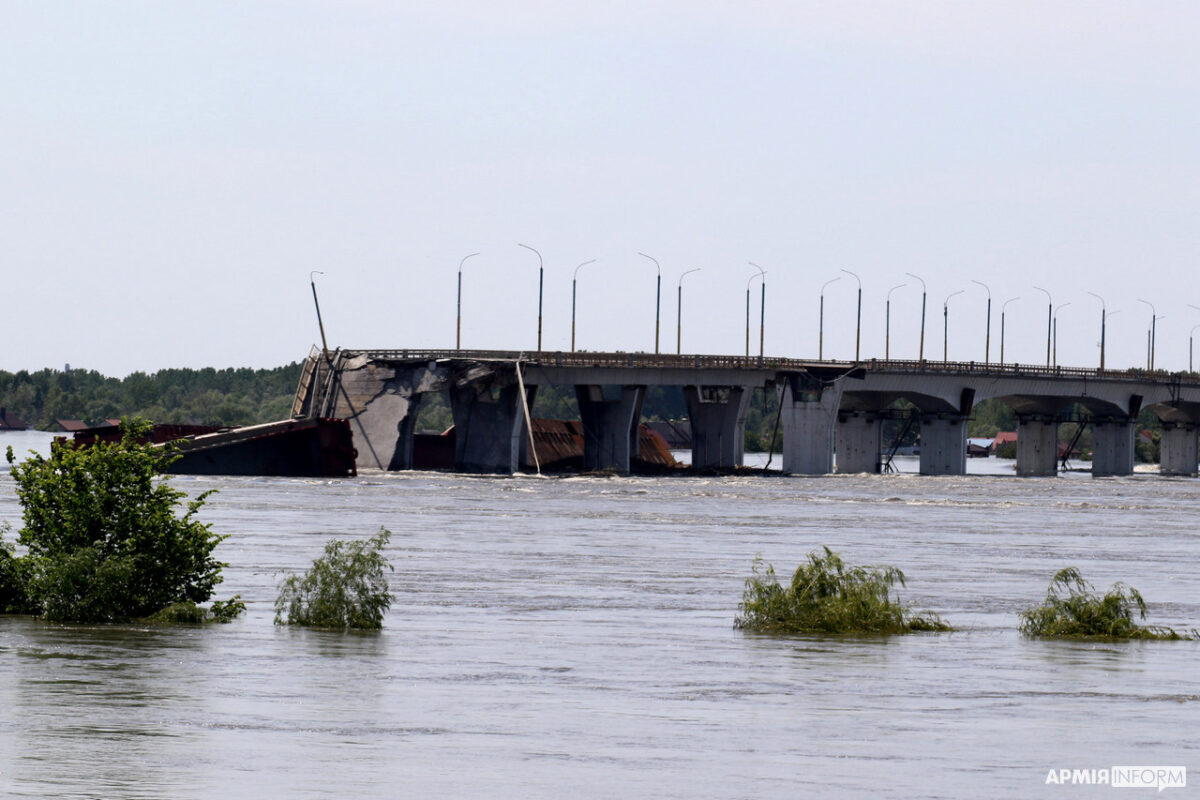
Зруйновані прольоти Антонівського мосту. Червень 2023 року

11 листопада 2022 року, під час відступу російських окупантів з Правобережжя Херсонщині, підірваний залізничний міст.